# James McCudden
 (août 2019).
Si vous disposez d'ouvrages ou d'articles de référence ou si vous connaissez des sites web de qualité traitant du thème abordé ici, merci de compléter l'article en donnant les références utiles à sa vérifiabilité et en les liant à la section « Notes et références ».
James Thomas Byford McCudden est un as de la Royal Air Force, né le 28 mars 1895 à Gillingham dans le Kent, mort dans un accident le 9 juillet 1918. Il fut l'as britannique le plus décoré de la Première Guerre mondiale avec 57 victoires en combat aérien.

## Avant-guerre
En 1908, il rejoint son père au régiment Royal Engineers en qualité de trompette. Le 13 mai 1913 sa demande d’incorporation en tant que volontaire au Royal Flying Corps est acceptée.
Il est l'un des trois frères McCudden à servir au sein du RFC. D'abord ajusteur-monteur, il est promu mécanicien d’aviation de première classe en avril 1914. À la veille de la guerre, il a déjà travaillé sur une incroyable variété d’avions.
Ses deux frères John McCudden (mort en 1918), et Willie (mort en 1915) étaient aussi pilotes.

## La progression
Arrivé en France dès août 1914, promu caporal en novembre de la même année, McCudden accroit encore ses capacités de mécanicien durant cette période. C’est finalement début 1915 qu’il prend l’air en tant que mitrailleur/observateur à bord d’un biplan Morane-Saulnier Parasol  et est nommé sergent (avril). Au cours de cette même année, il note l’accroissement constant des combats aériens à la suite des entreprises des deux camps visant à tirer sur les avions de reconnaissance.
Obtenant la Croix de guerre en janvier 1916, il est sélectionné le même mois pour subir un entraînement de vol en Angleterre où il fait preuve d’un extraordinaire talent, bien qu’il ne vole que de façon irrégulière, à tel point qu’il devient instructeur quelques jours avant d’obtenir son certificat d’aviateur !
En juillet 1916 cependant il retourne en France où il est tout d’abord affecté au 20e Squadron puis au 29e dès le mois suivant. Il y remporte sa toute première victoire le 6 septembre aux commandes d’un Airco DH.2, victoire qu’il n’apprendra que 3 jours plus tard en faisant le rapprochement entre son rapport de combat et celui d’un agent signalant un crash. Il obtient la Médaille militaire (octobre) et est promu officier (janvier 1917) mais, après avoir été touché par un Fokker, il regagne l’Angleterre où il passe la majeure partie du printemps en tant qu’instructeur, d’abord à Joyce Green puis à Douvres où parmi ses élèves se trouve un certain Mick Mannock.
Durant la même période, aux commandes d’un Sopwith Pup, il participe à des missions de combat contre les bombardiers allemands Gotha lors de leurs raids diurnes sur Londres. Fin juillet, McCudden touche presque au but de tout pilote anglais : il est affecté temporairement au 56e Squadron, la plus prestigieuse unité aérienne britannique.

## La consécration

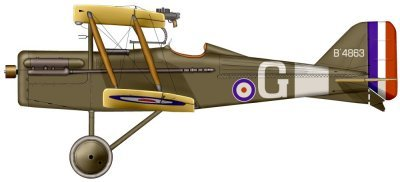
Le S.E.5a de McCudden

Dès son premier vol il abat un Albatros D.V ! De par sa formation, McCudden est particulièrement impressionné par la compétence des mécanos du Squadron mis au service du dernier né de l’aviation britannique, le S.E.5a, lui-même servi par d’excellents pilotes tels que Maxwell, Rhys-Davids et Barlow. Mi-août, suprême consécration de ses qualités de pilote, il devient le commandant effectif du fameux Squadron et fête sa nomination en abattant dès le 18 août son sixième adversaire.
Le 23 septembre, McCudden et cinq de ses camarades secourent un autre S.E.5a aux prises avec un Fokker Triplan Dr1 et livrent l’un des plus fameux combat aérien de la Grande Guerre contre l’as allemand aux 48 victoires Werner Voss qui, seul contre sept et au bout de 10 minutes, finit par être abattu par Arthur Rhys-Davids. McCudden, l’aile droite trouée, fut le seul à assister au crash du pilote allemand et comme il devait l’écrire par la suite : « […] Tant que je vivrai je n’oublierai jamais l’admiration que je porte à ce pilote qui combattit seul 7 d’entre nous durant 10 minutes et toucha toutes nos machines. Son vol était merveilleux, son courage magnifique, et il est d’après moi le plus brave pilote allemand que j’ai eu le privilège de voir combattre ».
« Old Mac » comme on le surnomme alors enchaîne alors les victoires, 5 en septembre, 3 en octobre, 5 en novembre, 14 en décembre (sur les 17 obtenues par son unité), 9 en janvier et 11 en février. Le mois de mars 1918 est tout en contraste : son frère cadet John, titulaire de 8 victoires, est tué au combat le 11 février. Affecté en Angleterre, James y reçoit le 29 du même mois la prestigieuse Victoria Cross. Il est alors le pilote de la Royal Air Force le plus décoré.
McCudden n’était ni un vantard ni une tête brûlée. Pour preuve, désirant à l’instar de nombreux pilotes récupérer un morceau de l’appareil d’une de ses victimes, exercice relativement dangereux, il fut exposé à un tel déluge de feu de la part des troupes ennemies au sol qu’il préférât s’abstenir définitivement de renouveler pareille expérience. Il possédait les qualités pour être un excellent pilote – bonne vue, très bons réflexes, force et instinct pour manipuler un avion de combat, habileté à atteindre une cible mobile à partir d’une unité mobile – et n’engageait pas le combat s’il n’avait pas un avantage préalable. De plus son expérience d’observateur à bord de biplans lui fut précieuse quant à la psychologie de l’ennemi. Enfin, sa formation de mécanicien lui permit de toujours maintenir son appareil et ses mitrailleuses dans un état optimal.

## Trahi par la mécanique

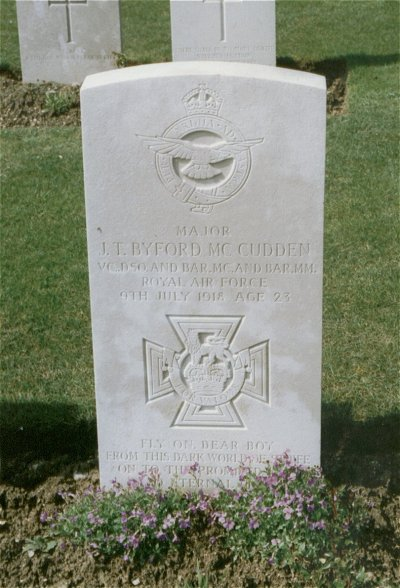
Tombe de McCudden, cimetière militaire britannique de Wavans (France).

Comme les deux années précédentes, c’est en juillet qu’il reçoit sa nouvelle affectation. Il doit rallier Boffles, en France, où est stationnée sa nouvelle unité, le Squadron 60. Aussi le 9, en début d’après-midi, décolle-t-il de l’école d’aviation de Hounslow en dépit d’un sale temps. Dans ces conditions difficiles, le major atterrit prématurément à Auxi-le-Château mais, sitôt son erreur constatée, il fait demi-tour en bout de piste et en dépit d’un fort vent de face entreprend de redécoller. À une trentaine de mètres du sol, une défaillance technique, probablement une panne moteur, livre l’appareil aux éléments qui le projettent violemment au sol. McCudden, inconscient, est retiré des restes de son appareil avec une importante fracture du crâne. Il décède le soir même, aux environs de 20 h, sans avoir repris connaissance.